# 史蒂文森2-18
史蒂文森2-18（Stephenson 2-18）是位于盾牌座方向的一个紅特超巨星。距離地球大約20,000光年，在史蒂芬森2疏散星團視線方向。.

## 觀測數據

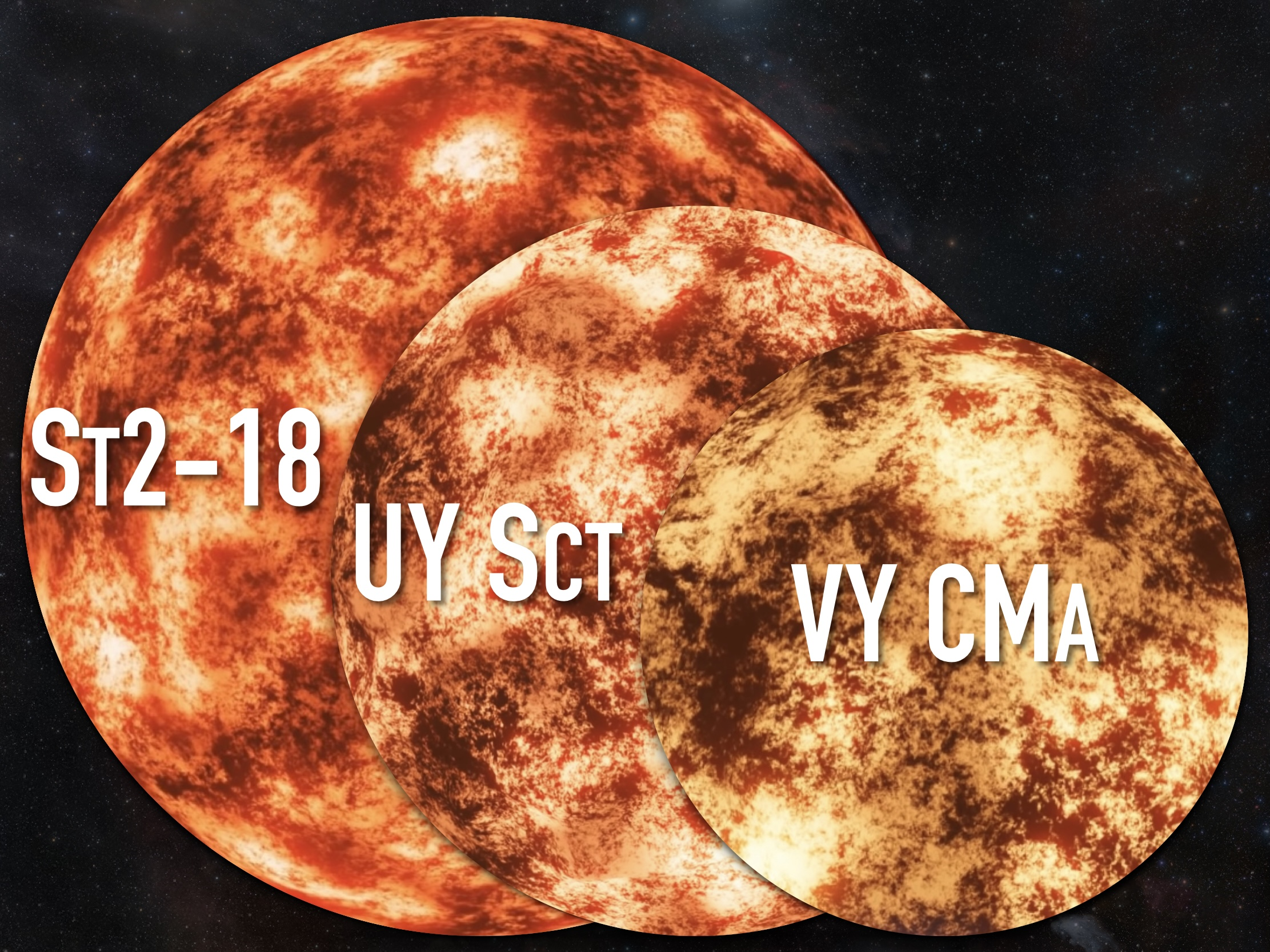
斯蒂芬森2-18与盾牌座UY特超巨星和大犬座VY超巨星的大小比較。

它是目前已知体积最大的恆星。其測量的半徑是我們的太陽半徑的2158倍 .
估計有效溫度為3,200克爾文，光度為440,000 太陽光度。 .